# Reithrodontomys paradoxus
Reithrodontomys paradoxus is een zoogdier uit de familie van de Cricetidae. De wetenschappelijke naam van de soort werd voor het eerst geldig gepubliceerd door Jones & Genoways in 1970.

## Verspreiding
Reithrodontomys paradoxus bewoont de droogbosssen van 660 tot 750 meter hoogte van het westen van Nicaragua en het noordwesten van Costa Rica.